# Patrik Johansson (kemist)
Jens Patrik Johansson, född 11 november 1969 i Nybro, är en svensk kemist och materialforskare. Han är professor i fysik vid Chalmers tekniska högskola, Sverige, leder Chalmers Batteriinitiativ och sedan 1 januari 2018 även Alistore-ERI, som är Europas största akademi-industrinätverk inom batteriforskning och lyder under franska CNRS (FR 3104).

## Biografi
Johansson studerade teknisk linje med inriktning kemi vid Erik Dahlbergsgymnasiet i Jönköping och avlade sedan högskoleexamen i kemi år 1994 vid Uppsala universitet, vilken följdes av en doktorsexamen i oorganisk kemi 1998. Huvudhandledare för doktorsavhandlingen var professor Jan Lindgren. Hans doktorsavhandling rörde molekylspektroskopi och kvantmekaniska beräkningar som användes för att undersöka polymer-baserade elektrolyter syftande till applikation i litiumbatterier.

### Karriär
Efter en kortare postdok vid Northwestern University, Evanston, IL, USA 1999, med mentorerna Mark Ratner och Duward F. Shriver och i samma forskargrupp som nobelpristagaren i kemi 1998 John Pople, rekryterades han till Chalmers tekniska högskola i december 1999. Han utsågs där till docent 2005, biträdande professor 2012, och professor i fysik 2016. Johansson har varit gästprofessor vid LRCS, Université de Picardie Jules Verne, Amiens, Frankrike och vid ICG, Université de Montpellier, Frankrike, och är regelbundet anlitad som utvärderare för ett flertal nationers (Sverige, Frankrike, Slovenien, Polen, Norge, Nederländerna, USA, Israel, Tyskland) forskningsråd. Han har varit biträdande redaktör för RSC Advances och är anlitad som granskare av vetenskapliga publikationer av Science och Nature Energy m.fl. journaler. Mellan 2010 och 2017 var Johansson masterprogramansvarig för Applied Physics och sedan 2012 är han vice avdelningschef för materialfysik. Sedan 1 januari 2018 leder han även Alistore-ERI, som är Europas största akademi-industrinätverk inom batteriforskning och lyder under franska CNRS (FR 3104).

### Forskning
Johansson utför huvudsakligen grundforskning, men med en tydlig teknologisk inriktning mot utveckling av material och förståelse av olika nya batterikemier som natriumjon, litium-svavel, magnesium, kalcium och aluminium. Han är förmodligen mest känd för sin forskning kring nya salter för litiumjonbatterier och jonvätskebaserade elektrolyter samt för hur man kombinerar kvantmekaniska beräkningar med molekylspektroskopi. Han är/har varit huvudhandledare för fler än 15 doktorander och mentor för fler än 25 postdoks. 2016 arrangerade Johansson (tillsammans med Prof. Daniel Brandell, Uppsala) det femtonde mötet av ISPE, som är den största återkommande konferensen inom polymerelektrolytområdet (ISPE-XV).
Johansson har en omfattande vetenskaplig publicering inom både batterier och jonvätskor, och har (2024) enligt Google Scholar över 17 000 citeringar ett h-index på 67. Han har samverkat på Europeisk nivå inom flera olika EU H2020-projekt: tidigare HELIS (Li-S batterier) och NAIADES (Na-jonbatterier), och nu CARBAT (Kalciumbatterier), Graphene Flagship Core 3 WP12 (Li-S batterier) och BIG-MAP (AI och modellering av mellanytor i batterier).
Han är Chalmers projektledare inom det nya VINNOVA-finansierade kompetenscentrumet BASE (Battery Alliance Sweden) och sedan 2021 även Vice-Director för Graphene Flagship.

## Priser och utmärkelser
- 2003 – Stipendium från HMK Carl XVI Gustafs 50-årsfond för vetenskap, teknik och miljö.
- 2011 – Skrivarstipendium till Grez-sur-Loing, Frankrike, från KVVS i Göteborg.
- 2015 – Vinnare av BASF:s tävling ”Open Innovation Contest on Energy Storage” med sitt bidrag om ett nytt aluminiumbatterikoncept med en prissumma av 100.000 €.[11]
- 2018 – Hans arbete med multifunktionella kolfibrer utsågs av tidskriften Physics World till ett av årets "Top-Ten Breakthroughs".
- 2019 – #49 på tidskriften Fokus lista av Top-100 svenska forskare inom fysik och teknologi.
- 2020 – Tilldelats "l’ordre des Palmes Academique, grade d’Officier" av Frankrike.
- 2021 – På VINNOVA Topp-100 lista med projektet CARBAT
- 2021 – Rådsprofessur från Vetenskapsrådet – ett 10-årigt forskningsanslag på 47 500 000 SEK[12]
- 2022 – Utsedd till "Fellow Chemistry Europe"

## Publikationer i urval
- Spectroscopic and Theoretical Study of (CF3SO2)2N- (TFSI) and (CF3SO2)2NH (HTFSI) I. Rey, P. Johansson, J. Lindgren, J.C. Lassègues, J. Grondin and L. Servant Journal of Physical Chemistry A, 1998, 102, 19, 3249-3258. DOI: 10.1021/jp980375v

- Towards high energy density sodium ion batteries through electrolyte optimization A. Ponrouch, R. Dedryvère, D. Monti, J. M. Ateba MBA, L. Croguennec, C. Masquelier, P. Johansson and M. R. Palacín Energy & Environmental Science, 2013, 6, 2361-2369. DOI: 10.1039/C3EE41379A

- A Review of Electrolytes for Lithium-Sulphur Batteries J. Scheers, S. Fantini and P. Johansson, Journal of Power Sources, 2014, 255, 204-218. DOI: 10.1016/j.jpowsour.2014.01.023

- Spectroscopic identification of the lithium ion transporting species in LiTFSI-doped ionic liquids J. C. Lassègues, J. Grondin, C. Aupetit and P. Johansson Journal of Physical Chemistry A, 2009, 113, 305-314. DOI: 10.1021/jp806124w

- Towards Safer Sodium-Ion Batteries via Organic Solvent/Ionic Liquid Based Hybrid Electrolytes D. Monti, A. Ponrouch, M. R. Palacín, and P. Johansson Journal of Power Sources, 2016, 324, 712-721. DOI: 10.1016/j.jpowsour.2016.06.003

- Extraordinary Aluminum Coordination in Novel Homometallic Double Complex Salt T. Mandai, H. Masu and P. Johansson Dalton Transactions, 2015, 44, 11259-11263. DOI: 10.1039/C5DT01220A

- Ionic Liquids in Lithium Battery Electrolytes: Composition versus Safety and Physical Properties S. Wilken, S. Xiong, J. Scheers, P. Jacobsson and P. Johansson Journal of Power Sources, 2015, 275, 935-942. DOI: 10.1021/jp2036108

- Structures of ionic liquid/water mixtures investigated by IR and NMR spectroscopy S. Cha, M. Ao, W. Sung, B. Moon, B. Ahlström, P. Johansson, Y. Ouchi and D. Kim PCCP - Physical Chemistry Chemical Physics, 2014, 16, 9591-9601. DOI: 10.1039/C4CP00589A

- Ionic liquid based electrolytes for sodium-ion batteries: Na+- solvation and ionic conductivity D. Monti, E. Jónsson, M. R. Palacín and P. Johansson Journal of Power Sources, 2014, 245, 630-636. DOI: 10.1016/j.jpowsour.2013.06.153

- Fluorinated ether based electrolyte for high-energy lithium–sulfur batteries: Li+ solvation role behind reduced polysulfide solubility S. D. Talian, S. Jeschke, A. Vizintin, K. Pirnat, I. Arčon, G. Aquilanti, P. Johansson and R. Dominko Chemistry of Materials, 2017, 29, 10037-10044. DOI: 10.1021/acs.chemmater.7b03654